# 검은재나무
검은재나무(Symplocos prunifolia)는 제주도 산지에 나는 상록 소교목으로 잎은 어긋나며 넓은 피침형, 타원형, 끝이 길면서 뾰족하다. 길이 5-8cm, 폭 2-3cm, 표면은 짙은녹색, 뒷면은 황갈색, 양면에 털이 없고, 물결 모양의 톱니가 드물게 있으며, 잎자루가 있다. 꽃은 연한 녹색, 황록색으로 양성화이며 지름 7mm이다. 전년도 가지 끝의 잎겨드랑이에 10-30송이씩 총상꽃차례로 달리고, 꽃차례 길이 3-7cm이다. 열매는 긴 난형, 검은색으로 익는다.